# السلوفينيون المجريون
السلوفينيون المجريون ( السلوفينية : Madžarski Slovenci) هم أقلية عرقية ولغوية سلوفينية أصلية تعيش في المجر. أكبر المجموعات هم سلوفينيو "رابا" الذين يعيشون في وادي رابا (بالمجرية: Rába)‏ في المجر بين مدينة سانتغوتهارد (بالمجرية: Szentgotthárd)‏ وحدود سلوفينيا مع النمسا. يتحدث السلوفينيون المجريون لهجة بريكموري (بالمجرية: Prekmurje)‏ السلوفينية. خارج وادي رابا، يعيش السلوفينيون بشكل رئيسي في منطقة زومباثيلي وفي بوداپست. 

## تاريخ

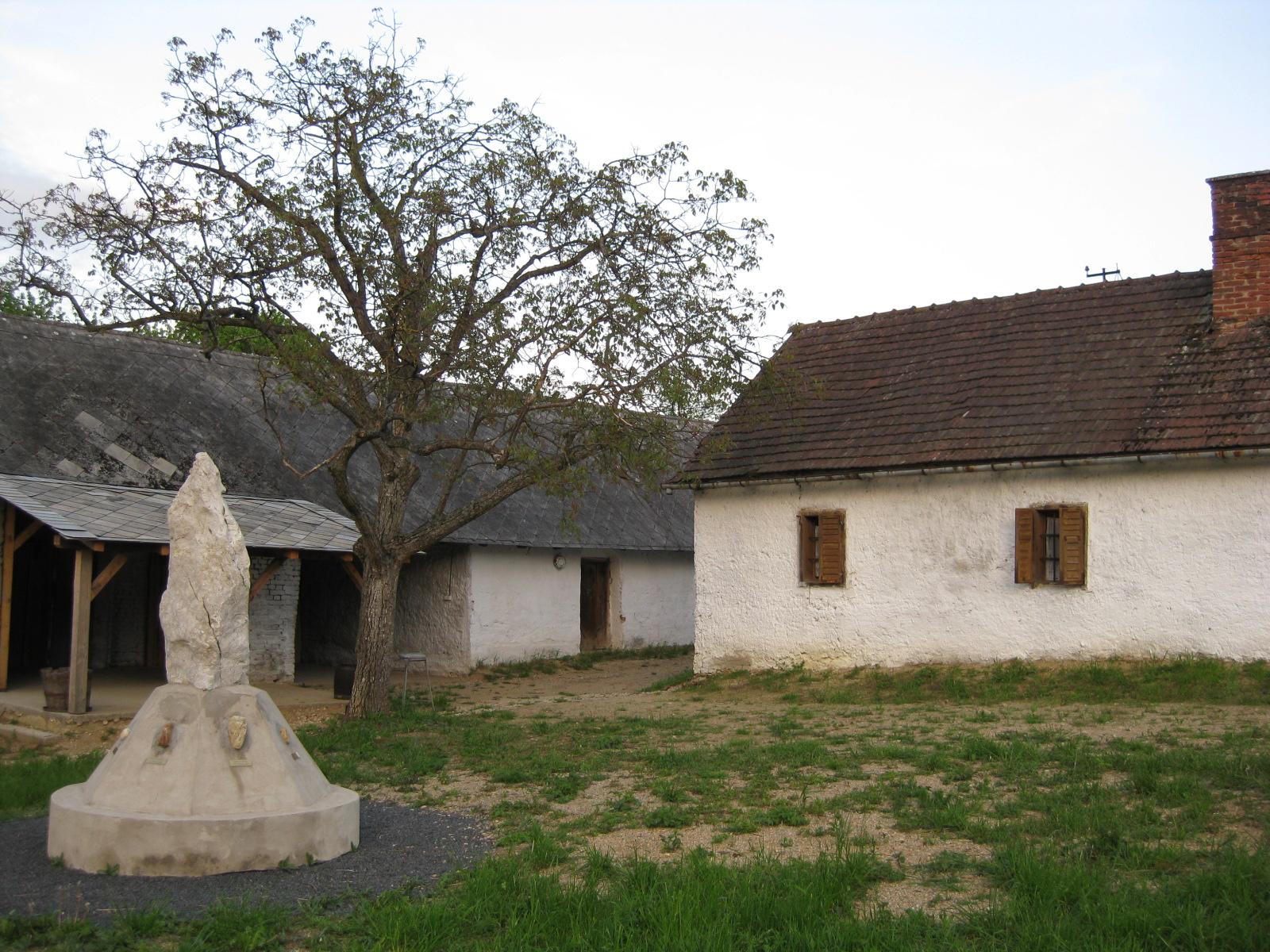
نصب "الثقافة السلوفينية" في المجر، مصنوع من صخرة من جبل تريغلاف، في قرية أورفالو (أندوفيشي)، مقاطعة ڤاس.

عاش أسلاف السلوفينيين المعاصرين في الجزء الغربي من حوض الكاربات منذ القرن السادس الميلادي على الأقل؛ وبالتالي فإن وجودهم يعود إلى ما قبل وصول المجريين إلى المنطقة. وقد شكلوا إمارة بالاتون السلافية وتم دمجهم فيما بعد في مملكة كارانتانيا (Carantania) التي أسسها أرنولف الكارينثي والتي امتدت إلى معظم جنوب شرق النمسا الحديثة وجنوب المجر وشمال كرواتيا. بعد الغزو المجري في أواخر القرن التاسع، أصبح معظم السلاف المحليين مجريين. بين القرنين الحادي عشر والثاني عشر، تم تحديد الحدود اللغوية والإثنية الحالية بين الشعب المجري والسلوفيني.
في القرن العاشر، تم تثبيت الحدود الغربية لمملكة المجر على نهر مورا، وبالتالي فإن المنطقة الواقعة بين نهري مورا ورابا، والمعروفة في السلوفينية باسم سلوفينسكا كرايينا (Slovenska krajina) وفي المجرية باسم فيندفيديك (Vendvidék)، والتي يسكنها السلوفينيون، ظلت في المجر. بعد الحرب العالمية الأولى، كانت هناك محاولة فاشلة من قبل مجموعة صغيرة من السلوفينيين المجريين للحصول على الاستقلال. في عام 1919م، تم ضم غالبية المنطقة إلى مملكة الصرب والكروات والسلوفينيين (التي أعيدت تسميتها لاحقًا إلى يوغوسلافيا)، وأصبحت تُعرف باسم بريكموريي. لم يتبق في المجر سوى جزء صغير من مقاطعة ڤاس، في المثلث الواقع بين الحدود الشمالية لسلوفينيا ونهر رابا والنمسا.
في عام 1920م، قُدِّر عدد السلوفينيين الذين بقوا في المجر بنحو 7000 نسمة، ولكن في العقود التالية هاجر العديد منهم إلى مدن مجرية أخرى، ومعظمهم إلى بوداپست. في عام 2001م، كان هناك حوالي 5000 سلوفيني في المجر، ومن بينهم حوالي 3000 فقط ظلوا في منطقة استيطانهم الأصلية في مقاطعة ڤاس الغربية، بينما يعيش الآخرون في الغالب في مناطق حضرية أكبر.

## اللغة والمصطلحات

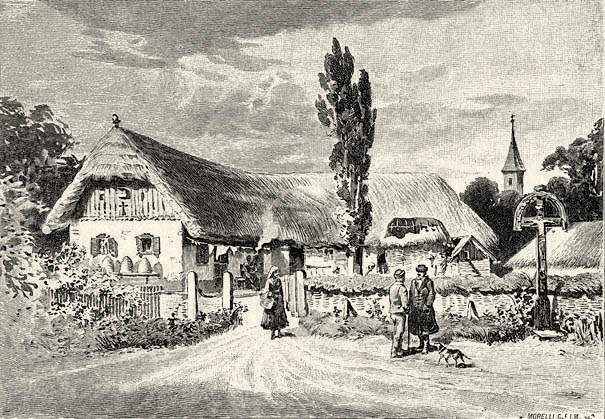
منازل سلوفينية في المجر في القرن التاسع عشر.

يتحدث السلوفينيون المجريون لهجة محددة من اللغة السلوفينية هي <b>السلوفينية بريكمورجي</b>، وهي متطابقة تقريبًا مع اللهجة التي يتحدث بها سكان منطقة بريكمورجي في سلوفينيا. كان الاسم المجري التقليدي للسلوفينيين هو Vendek أو Vends ؛ ونتيجة لذلك، قبل العديد من السلوفينيين في المجر هذا الاسم باعتباره طائفة مشتركة، على الرغم من أنهم في لهجتهم، كانوا يشيرون إلى أنفسهم دائمًا باسم السلوفينيين (Slovenci). في العقود الأخيرة من القرن التاسع عشر، وخاصة خلال نظام هورثي، تم استخدام تسمية " وِنْدس Wends" من أجل التأكيد على الفرق بين السلوفينيين المجريين وغيرهم من السلوفينيين، بما في ذلك محاولات إنشاء هوية منفصلة.

## الدِين

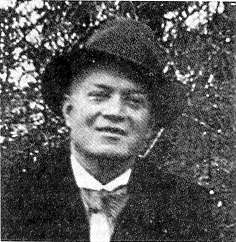
الدكتور أوغسطين بافيل حوالي عام 1930. لا يزال الكاتب والباحث الشخصية الأكثر تأثيرًا في مجال العلوم التي تتعامل مع السلوفينيين في المجر. في أعماله، أثبت بشكل مقنع جدًا الأصل السلوفيني للونديين.

على عكس نظرائهم في بريكموريي حيث توجد أقلية لوثرية كبيرة، فإن جميع سكان رابا السلوفينيين تقريبًا هم من الروم الكاثوليك، حيث يلعب الدين دورًا مهمًا في تقاليدهم المحلية وحياتهم المجتمعية.

## السلوفينيون في سوموجي
في القرنين السابع عشر والثامن عشر استقرت العديد من العائلات السلوفينية من مقاطعة ڤاس في مقاطعة سوموجي. وفقًا للبحث، كانت هناك 16 مستوطنة سلوفينية في ثلاث مناطق قطرية (Csurgó ، Nagyatád ، Marcali). جاء السلوفينيون إلى مقاطعة سوموجي من ما يعرف الآن باسم بريكموريه على موجتين: الأولى كانت بسبب الهجمات العثمانية حوالي عام 1600م والثانية حدثت في القرن الثامن عشر عندما فروا من اضطهاد عقيدتهم البروتستانتية. في معظم الحالات، أصبح السلوفينيون الذين هاجروا إلى سوموجي مندمجين تدريجيا في البيئة المجرية المحلية. أما اليوم، فلا يوجد سوى عدد قليل من المؤشرات التي تستحضر الوجود التاريخي للسلوفينيين في مقاطعة سوموجي، ومن بينها، الأكثر وضوحا هو المطبخ المحلي.
إن الذكرى الأخرى الأكثر أهمية للوجود السلوفيني هي عادة الزفاف في تاراني، حيث تم الحفاظ على شخصية الضيف المدعو في حفلات الزفاف، والتي لا تزال موجودة في التقاليد المحلية للسلوفينيين من وادي رابا وأولئك من منطقة بريكموريه في سلوفينيا. في كل من تاراني ووادي رابا، يرتدي الضيف المدعو رداءً مزينًا بالحياكة ويحمل عصا ملفوفة بفرو القنفذ حول نهايتها. والعادات عند فراش الموت، والوقفات، والجنازات: متشابهة أيضًا. علاوة على ذلك، لا يلتزم أحفاد السلوفينيين في سوموجي بالعادات المجرية النموذجية في يوم عيد الفصح، حيث يقوم الرجال والصبيان برش النساء والفتيات بالكولونيا، وهو أمر نموذجي في المنطقة.
في حين أن السلوفينيين من وادي رابا ما زالوا يحافظون على لغتهم وثقافتهم، فإن وعي سكان تاراني حول أسلافهم في انخفاض مستمر. في تعداد السكان المجري لعام 2001، أعلن 44 شخصًا فقط أنفسهم سلوفينيين في مقاطعة سوموجي.

## الألقاب السلوفينية الشائعة في المجر
- بايزك (Bajzek)
- دونتشيتش (Dončec)
- جيتشيك (Geček)
- كوربيتش (Korpič)
- بافليكس (Pavlič)
- سوليتش (Šulič)
- سزفيتيتش (Svetec)

## السلوفينيون البارزون في المجر
- ميهالي باكوس Mihály Bakos - كاهن ومؤلف ومعلم.
- كارولي دونكسيتش Károly Doncsecz - صانع فخار.
- تيبور جيكسيك Tibor Gécsek - قاذف المطرقة.
- جوزيف كوسيكس József Kossics - كاتب، كاهن، عالم إثنولوجيا، لغوي ومؤرخ.
- اسطفان كوزميكس István Küzmics - كاتب.
- أغوستون بافيل Ágoston Pável - شاعر وعالم إثنولوجيا ولغوي ومعلم.
- أنتال روغان Antal Rogán - سياسي.
- أنطال ستيفانيكز Antal Stevanecz - مدرس وكاتب.

## فهرس
- ماريا موكيتش: العالم المتغير - السلوفينيون المجريون ( Változó Világ - A magyarországi szlovének ) Press Publica